# La Convalescence de Bayard
La Convalescence de Bayard est un tableau peint par Pierre Révoil en 1817. Il représente Pierre Terrail de Bayard, dans une chambre bourgeoise, blessé, après le siège de Brescia en février 1512.
Il est conservé au musée du Louvre à Paris. En 2014, il est prêté au Musée des beaux-arts de Lyon dans le cadre de l'exposition L'invention du Passé. Histoires de cœur et d'épée 1802-1850.

## Ouvrages de référence
- L'Invention du Passé. Histoires de cœur et d'épée en Europe 1802-1850, t. 2, Paris, Musée des Beaux-Arts de Lyon - Hazan, 2014, 320 p. (ISBN 978-2-7541-0760-0, BNF 43829187)
- Marie-Claude Chaudonneret, Fleury Richard et Pierre Révoil : La peinture troubadour, Paris, Arthena, 1980, 217 p. (BNF 34677529)